# 122nd Fighter Wing

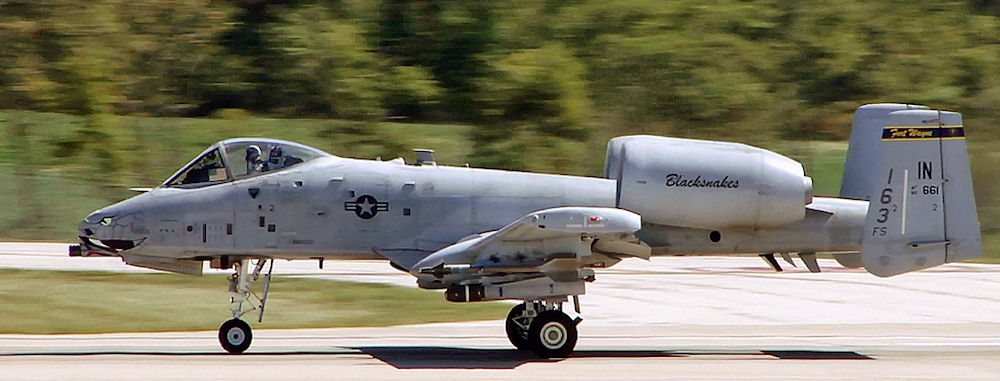
A-10C dello stormo

Il 122nd Fighter Wing è uno stormo da caccia della Indiana Air National Guard. Riporta direttamente all'Air Combat Command quando attivato per il servizio federale. 
Il suo quartier generale è situato presso la Fort Wayne Air National Guard Station, Indiana.

## Organizzazione
Attualmente, al settembre 2024, esso controlla:
- 122nd Operations Group, codice visivo di coda IN
  -  163rd Fighter Squadron - Equipaggiato con A-10C
  - 122nd Operations Support Flight
- 122nd Maintenance Group
  - 122nd Aircraft Maintenance Squadron
  - 122nd Maintenance Squadron
  - 122nd Maintenance Operations Flight
- 122nd Mission Support Group
  - 122nd Civil Engineering Squadron
  - 122nd Security Forces Squadron
  - 122nd Logistics Readiness Squadron
  - 122nd Mission Support Flight
  - 122nd Communications Flight
  - 122nd Services Flight
- 122nd Medical Group